# Cloyes-sur-Marne
Cloyes-sur-Marne är en kommun i departementet Marne i regionen Grand Est (tidigare regionen Champagne-Ardenne) i nordöstra Frankrike. Kommunen ligger i kantonen Thiéblemont-Farémont som tillhör arrondissementet Vitry-le-François. År 2022 hade Cloyes-sur-Marne 124 invånare.

## Befolkningsutveckling
Antalet invånare i kommunen Cloyes-sur-Marne
| Referens: INSEE |